# Arriva vlaky
Arriva vlaky s.r.o. ist ein Tochterunternehmen der Arriva Transport Česká Republika a.s., der tschechischen Sparte der britischen Arriva PLC.

## Geschichte
Nachdem die Arriva-Gruppe bereits seit 2007 auf dem tschechischen Markt im Busverkehr tätig war, verkehrten 2013 erstmals Züge von Arriva auf der Strecke von Prag nach Kralupy and Vltavou. Nach drei Monaten wurde der eigenwirtschaftliche Probebetrieb auf der Relation eingestellt, begründet wurde dies auch mit Bauarbeiten auf der Strecke.
Im Jahr 2016 wurde der Betrieb auf den Strecken Prag – Benešov u Prahy und Prag – Slovácko – Trenčín (Slowakei) aufgenommen. Seit Dezember 2018 betreibt Arriva die Linie S49 von Praha Hostivař nach Roztoky u Prahy der Esko Prag.

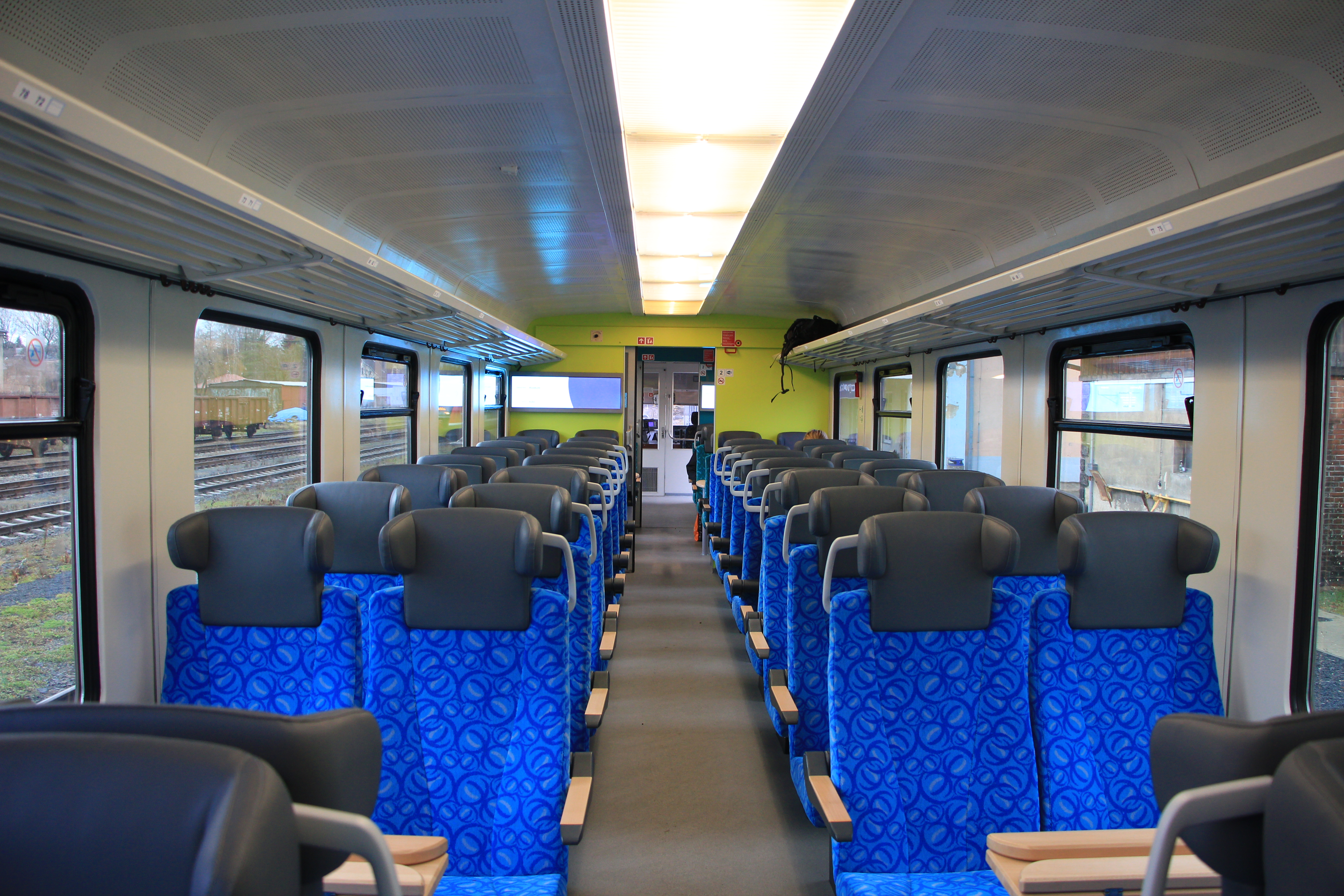
Modernisierter Innenraum eines Triebwagens

Das Tschechische Verkehrsministerium beauftragte Arriva nach der öffentlichen Ausschreibung von Verkehrsleistungen für den Zeitraum ab Dezember 2019 mit dem Betrieb mehrerer Schnellzuglinien in der Region Prag und Mittelböhmen. Dafür wurden die Fahrzeuge der DB-Baureihe 628 umgebaut in die Baureihe 845.3, die über zwei Toiletten und ein Serviceabteil verfügt. Im Dezember 2020 kamen zwei weitere Schnellzuglinien im Bereich Liberec dazu.
Ebenfalls im Dezember 2019 nahm Arriva den Betrieb auf mehreren Regionalverkehrslinien in der Region Liberec und Zlín auf. In der Region Zlín kommen ehemalige Stadler GTW von der Deutschen Bahn zum Einsatz.
In der Region Plzeň kommen seit Dezember 2023 erstmals Elektrotriebwagen auf der Relation Pňovany – Plzeň – Horažďovice předměstí zum Einsatz. Die Fahrzeuge des Typs Škoda 7Ev wurden 2018 von České dráhy beschafft. Wegen der öffentlichen Fördermitteln für diese Neubeschaffung, mussten die České dráhy diese Züge an Arriva als Gewinner der öffentlichen Verkehrsausschreibung gegen Zahlung des Restwertes abtreten.
Ab Dezember 2024 nimmt Arriva in der Region Südmähren den Verkehr auf drei Linien im Regionalverkehr mit gebrauchten Stadler GTW der Hessischen Landesbahn auf.
Im Juli 2025 wurde bekanntgegeben, dass Arriva den Zuschlag für den Betrieb der aktuell von den České dráhy betriebenen Schnellzuglinien Ex6 zwischen Praha und Cheb und R16 zwischen Praha und Klatovy mit einer Option auf einer Verlängerung bis Železná Ruda ab Dezember 2028 für einen Zeitraum von 15 Jahren erhalten hat. Dafür wurden insgesamt 22 Elektrotriebzüge vom Typ Škoda 26Ev mit einer Höchstgeschwindigkeit von 200 km/h bestellt, wobei für die Linie Ex6 insgesamt sechs vierteilige Züge mit Bistroabteil und für die Linie R16 insgesamt 16 dreiteilige Züge vorgesehen sind. Die Züge sollen als Zweisystemzüge für 3 kV Gleichstrom und 25 kV Wechselstrom ausgelegt werden, wobei eine zusätzliche Anpassung für einen Einsatz unter 15 kV Wechselstrom möglich sein sollte.

## Verkehrsleistungen

### Aktuell

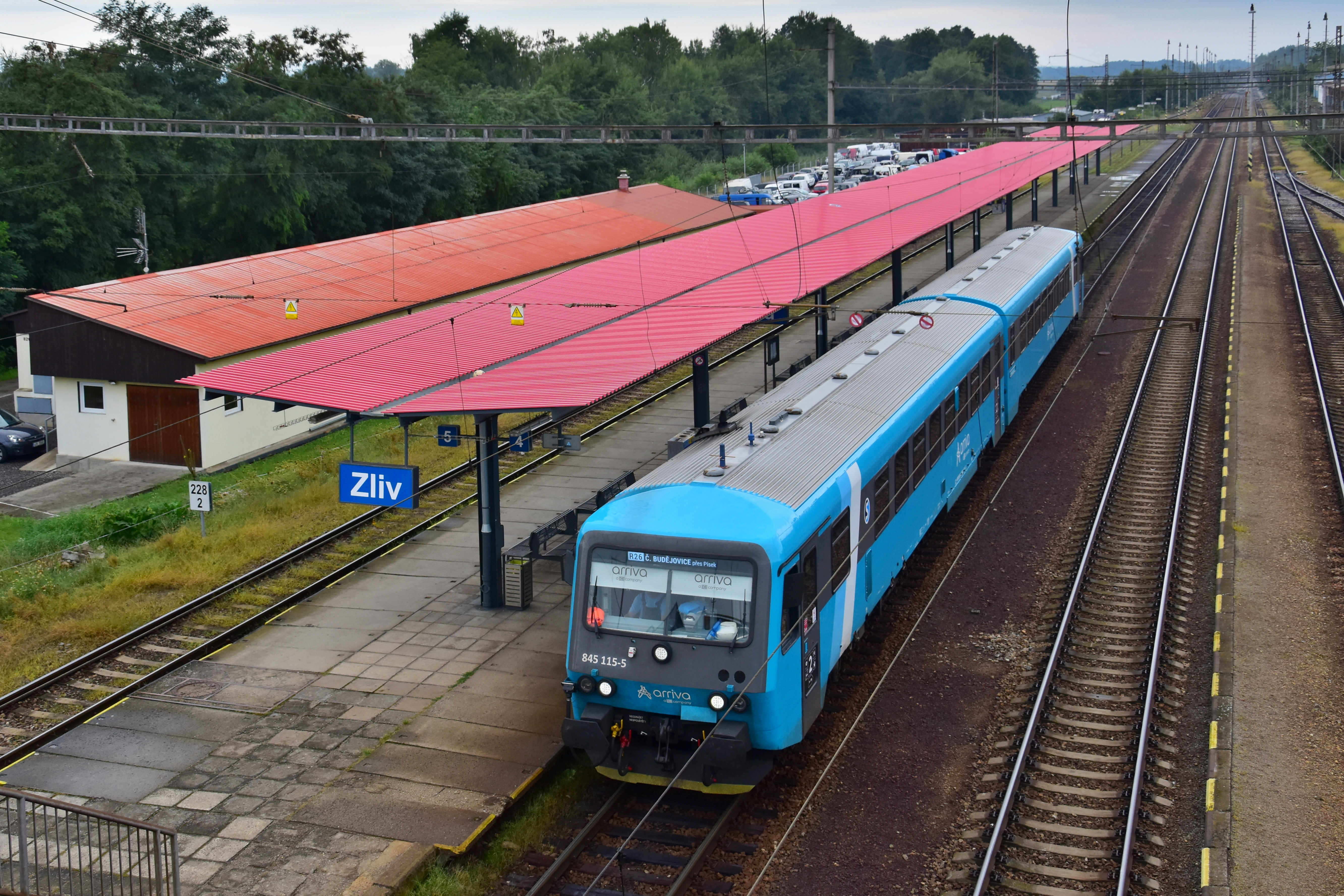
Triebwagen von Arriva auf der Linie R26

#### Schnellzugverkehr
- R14A Pardubice – Liberec
- R14B Ústí nad Labem – Liberec
- R21 Praha – Tanvald
- R22 Kolín – Šluknov
- R24 Praha – Rakovník
- R26 Praha – České Budějovice

zukünftig:
- Ex6 Praha – Plzeň – Cheb
- R16 Praha – Plzeň – Klatovy

#### Esko Prag
- S49 Praha Hostivař – Roztoky u Prahy

#### Regionalverkehr
Region Liberec:
- L3 Liberec – Jaroměř
- L31 Železný Brod – Tanvald

Region Zlín:
- Valašské Meziříčí – Vsetín – Střelná
- Horní Lideč – Bylnice
- Vsetín – Velké Karlovice
- Staré Město u Uherského Hradiště – Bylnice
- Újezdec u Luhačovic – Luhačovice
- Uherské Hradiště – Veselí nad Moravou
- Valašské Meziříčí – Rožnov pod Radhoštěm – Vsetín

Region Plzeň:
- P1 Pňovany – Plzeň – Horažďovice předměstí

### Zukünftig
Region Südmähren:
- S8 Břeclav – Znojmo
- S52 Zaječí – Hodonín
- S91 Hodonín – Veselí nad Moravou – Vrbovce
- Ex6 Praha–Plzeň–Cheb (2029–2043)[8]
- Ex6 Praha–Plzeň–Klatovy(–Železná Ruda) (2029–2043)[4]

## Fahrzeuge
| Fahrzeugname           | Baureihenbezeichnung      | Anzahl | Herkunft                                         | Bild |
| ---------------------- | ------------------------- | ------ | ------------------------------------------------ | ---- |
| Elektrotriebwagen      |                           |        |                                                  |      |
| Škoda 7Ev              | ČD-Baureihe 650           | 9      | České dráhy                                      |      |
| Elektrolokomotiven     |                           |        |                                                  |      |
| Škoda 12E              | ČD-Baureihe 140           | 2      | Československé státní dráhy                      |      |
| Dieseltriebwagen       |                           |        |                                                  |      |
|                        | Arriva vlaky Baureihe 845 | 43     | Deutsche Bahn                                    |      |
| Alstom Coradia LINT 27 | Leo Express Baureihe 832  | 3      | Transdev Sachsen-Anhalt (Eigentümer Leo Express) |      |
| Alstom Coradia LINT 41 | Leo Express Baureihe 846  | 6      | Transdev Sachsen-Anhalt (Eigentümer Leo Express) |      |
| Siemens Desiro Classic | DB-Baureihe 642           | 11     | Deutsche Bahn, teilweise deutsche Privatbahnen   |      |
| Stadler GTW            | Arriva vlaky Baureihe 848 | 12     | Deutsche Bahn                                    |      |
| Stadler GTW            | Arriva vlaky Baureihe 848 | 13     | Hessische Landesbahn                             |      |